# Racing Club de Strasbourg Alsace (femminile)
Il Racing Club de Strasbourg Alsace, meglio noto come Strasbourg, in italiano Strasburgo, è una squadra di calcio femminile francese, sezione femminile dell'omonimo club con sede nella città di Strasburgo. Milita in Première Ligue, il livello massimo del campionato francese.

## Storia
La sezione femminile dello Strasburgo è stata fondata nel 2011, iniziando l'attività agonistica con una squadra under 7, mantenendo il solo settore giovanile femminile fino all'estate 2016 quando il club decise di creare una squadra senior da iscrivere ai campionati regionali dalla stagione 2016-2017. In seguito la società, raggiunta con la prima squadra l'accesso al campionato Alsace Régional 1, istituì anche una squadra riserve da affiancare alle giovanili, iscritta al campionato di livello inferiore a quello della formazione titolare. Al termine della stagione 2018-2019 le strasbourgeoises sono riuscite a chiudere al primo posto il campionato Alsace Régional 1 senza tuttavia riuscire a qualificarsi per la Division 2 Féminine.
La promozione alla categoria superiore arriva comunque l'anno successivo, pur se dovuta alla decisione da parte della Federcalcio francese di sospendere, come misura preventiva alla diffusione della pandemia di COVID-19 in Francia, tutti i campionati amatoriali, promozione derivata dall'iscrizione a completamento organico della squadra alla Division 2, a quel tempo ancora divisa in due gironi.
Al loro primo campionato cadetto la squadra, iscritta al gruppo A, riesce a ottenere un buon risultato per una debuttante, concludendo al 7º posto, continuando il miglioramento delle prestazioni negli anni successivi fino alla promozione ottenuta con la conquista del primo posto nel campionato 2023-2024 a girone unico.

## Palmarès
- Campionato francese di seconda divisione: 1

2023-2024

## Organico

### Rosa 2024-2025
Rosa, ruoli e numeri di maglia come da sito ufficiale, aggiornati al 25 agosto 2024.
| N. |                    | Ruolo | Calciatrice        |
| -- | ------------------ | ----- | ------------------ |
|    | Francia (bandiera) | P     | Manon Le Page      |
|    | Francia (bandiera) | P     | Pauline Moitrel    |
|    | Francia (bandiera) | P     | Manon Wahl         |
|    | Francia (bandiera) | D     | Amandine Béché     |
|    | Francia (bandiera) | D     | Élise Bonet        |
|    | Francia (bandiera) | D     | Amanda Chaney      |
|    | Francia (bandiera) | D     | Pauline Dechilly   |
|    | Francia (bandiera) | D     | Fanny Hoarau       |
|    | Francia (bandiera) | D     | Emmy Jézéquel      |
|    | Francia (bandiera) | D     | Clémence Mairot    |
|    | Francia (bandiera) | D     | Anaëlle Tchakounté |

| N. |                        | Ruolo | Calciatore        |
| -- | ---------------------- | ----- | ----------------- |
|    | Francia (bandiera)     | C     | Morgane Duporge   |
|    | Stati Uniti (bandiera) | C     | Sierra Enge       |
|    | Germania (bandiera)    | C     | Emily Evels       |
|    | Francia (bandiera)     | C     | Laurine Hannequin |
|    | Francia (bandiera)     | C     | Mégane Hoeltzel   |
|    | Francia (bandiera)     | C     | Chloé Neller      |
|    | Francia (bandiera)     | A     | Fatoumata Baldé   |
|    | Marocco (bandiera)     | A     | Kenza Chapelle    |
|    | Francia (bandiera)     | A     | Lorena Azzaro     |
|    | Libano (bandiera)      | A     | Pilar Khoury      |
|    | Stati Uniti (bandiera) | A     | Emma Loving       |